# ホタテマン
ホタテマンは、かつてフジテレビ系で1981年から1989年まで放映されたお笑い番組の『オレたちひょうきん族』内に登場した、安岡力也が扮するキャラクターの一つである。グループサウンズから悪役俳優に転向した安岡のテレビタレントとしての代表作となり、後にレコードも発売されてヒットとなった。

## 概要
見た目はホタテ貝から手足が出たような姿の着ぐるみである。顔には悪役プロレスラーのペイント風のメイクが施されており、着ぐるみには傷跡が残され腕には安岡が敬愛していたエルビス・プレスリーの衣装を模したウェスタンファッション特有の水切りが付いている。胸には「ホタテマン」と書かれた名札が付けられていた。

## 誕生の過程
安岡力也が1982年11月20日の『オレたちひょうきん族』のコント劇（タケちゃんマン）に暴力団員役でゲスト出演した際、タケちゃんマンを呼ぶ為の道具の一つである「ホラ貝」の事を思わず間違って「ホタテ貝」と言ってしまったのがきっかけである。これを他の出演者が軽く冷やかしたところ、力也が「何だと？そんなにおかしかったのかよ！」と突如怒り出してしまい、スタジオ内にあるセットの大道具・小道具を投げ付けたりなぎ倒して大暴れとなり、他の出演者が血相を変えて逃げ出してしまうというハプニングとなった。
このような大騒動となってしまった原因は「後輩から馬鹿にされて屈辱だと思い込んだ力也が本気で怒ってしまった」「決して本気ではなく安岡がその場でわざとボケた」「腫れ物に触るような雰囲気だったので怒った振りをしてビビらせた」「事前の打ち合わせ通りで演技だった」など様々な説が存在するが、真相は定かではない。
この「力也がホタテ貝に絡んで大暴れ」のシーンが当時話題となり、力也は「ホタテマン」として『ひょうきん族』にレギュラー出演するようになった。タケちゃんマンのコーナー内で誰かが「ホタテ」という言葉を思わず口にした際には、“ジョーズ”のテーマに合わせて力也が登場し、大暴れをして皆が逃げ出してわめいて大騒ぎになるのが定番パターンであった。当初は生身の力也が暴れていたが、番組内で「力也＝ホタテ」というイメージが定着したことで、着ぐるみを付けた「ホタテマン」というキャラクターへと変化していった。
その後は、上記の流れが「ワンパターン化」して飽きられたと判断されると1シーンのみの出落ち要員となり、途中からたまたま場面に居合わせた榎本三恵子演ずる「ハチの三恵子」に一目惚れをしてしまい、猛アタックの末に結婚。榎本と共に番組降板となった。
その後、最終回にゲスト出演した。後日安岡が不祥事で逮捕された際、ワイドショーの女性レポーターに「安岡さんは「ホタテマン」として子供たちに夢を与えてきたのに、こんなことをして申し訳ないと思いませんかね？」と質問をされたというエピソードがある。

## レコードリリースとミニヒット
1983年5月5日に「ホタテのロックン・ロール」を、ワーナー・パイオニア（現：ワーナーミュージック・ジャパン）から発売。コミックソングながらも作詞は内田裕也・横澤彪・城悠輔、作曲は加瀬邦彦という豪華な顔ぶれによるものであった。
更にアレンジは当時駆け出しだった小室哲哉が担当している。最終的には32万枚のセールスを記録した。そのホタテの宣伝功績により北海道のホタテ漁業組合から表彰されるに至った。
なお、この歌は『まんがジョッキー』の主題歌「マンジョキロックンロール」を改変したものであり、作詞・作曲は同じコンビである。
サンヨー食品の「サッポロ一番ほたてラーメン」や、かねてつ食品の「ほたて風味フライ」のテレビCMにも出演し、人気を博した。
他に広告活動として、BASFジャパンのハイポジション（クロムポジション）用コンパクトカセットテープ「CR-X」の広告に、写真のみで出演していた。
柏レイソルの応援歌がこの曲に似ているという指摘もある。

### 収録曲
1. ホタテのロックン・ロール（作詞：内田裕也・横澤彪・城悠輔、作曲：加瀬邦彦、編曲：SQUAT）
2. 怒りの天使（作詞：阿木燿子、作曲：宇崎竜童、編曲：SQUAT）